# Alpharts Tod

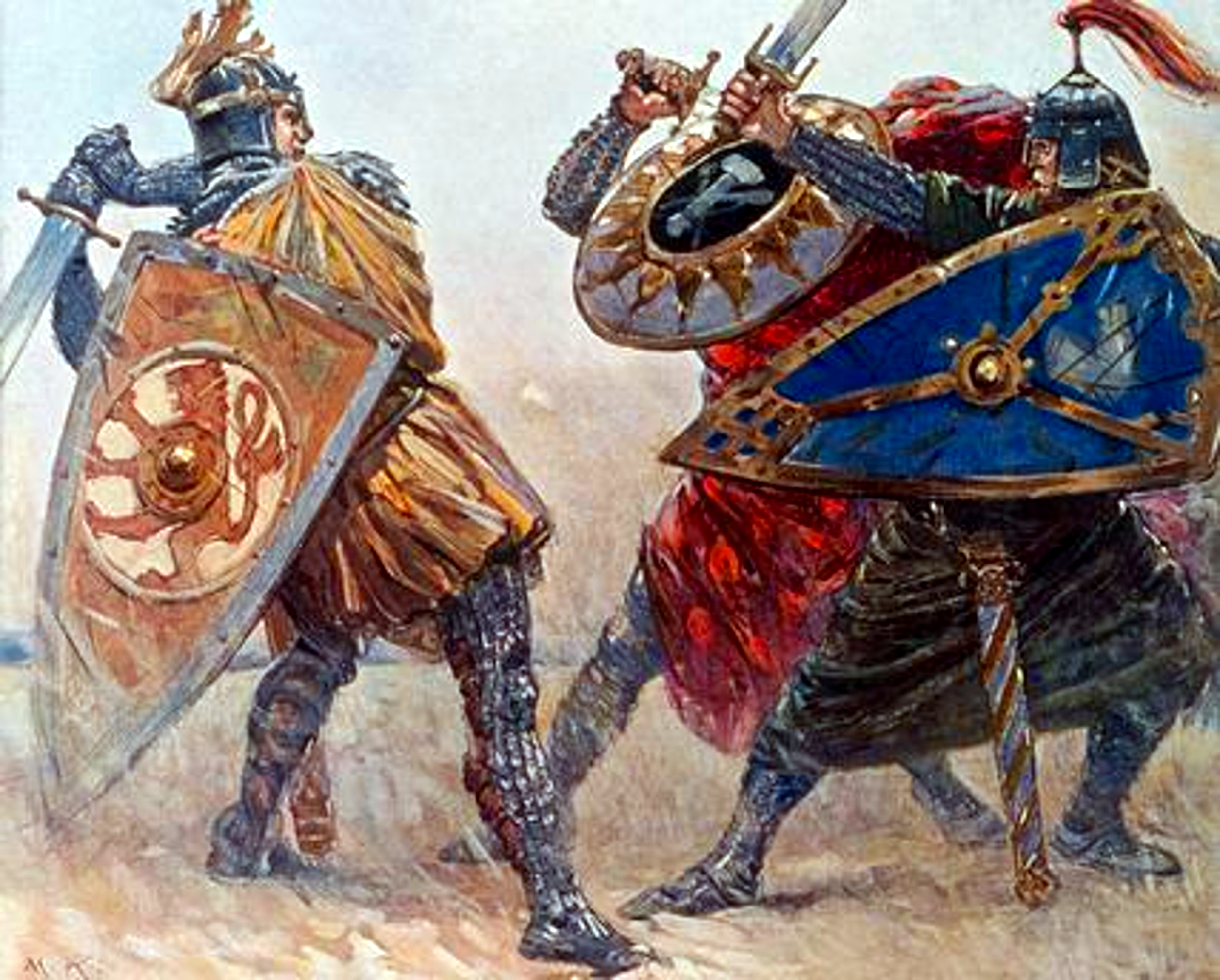
Wittich u. Heime überfallen Alphart.

Das Epos von Alpharts Tod, um 1250 entstanden, ist Teil der Dietrichepik und den in Versform überlieferten Sagen um Dietrich von Bern. In den Prosaüberlieferungen des Mittelalters (siehe Thidrekssaga) ist es nicht überliefert. Es behandelt den Tod des jungen Alphart, Neffe von Hildebrand, in einem unfairen Kampf mit Witege (= Wittich) und Heime, die ihn nur mit vereinter Kraft besiegen können.

## Inhalt

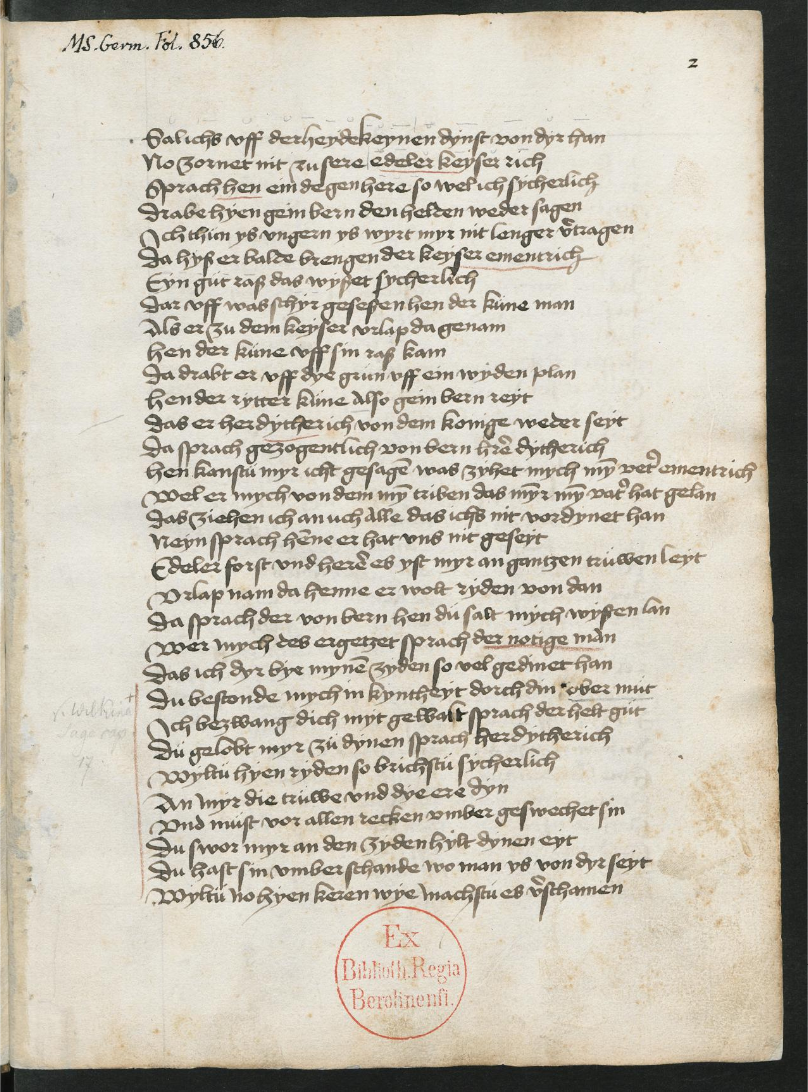
Erste Seite von Alpharts Tod. Staatsbibliothek Berlin Ms. germ. fol. 856 fol. 2r.

Die folgende Inhaltsangabe folgt der Nacherzählung in Hechts „Deutsche Heldensagen“.
Alphart, Neffe von Dietrichs Waffenmeister Hildebrand, zieht trotz Widerspruch und Bedenken seines älteren Bruders Wolfhart und König Dietrichs selbst aus, um die Schlachtordnung von Ermanarichs Heer auszuspähen. Ermanarich, Onkel Dietrichs, will Dietrichs Reich selber beherrschen und will Dietrich vertreiben. Hildebrand reitet Alphart in fremder Rüstung nach und versucht ihn zu besiegen, um ihn so von seinem Plan abzubringen. Doch Alphart gewinnt den Kampf und nur weil Hildebrand sich zu erkennen gibt, kann er sein Leben retten und kehrt unverrichteter Dinge heim. Alphart reitet weiter und stößt auf einen berittenen 40-köpfigen Kundschaftertrupp Ermanarichs unter Leitung von Herzog Wülfing. Er besiegt nach einem Streitgespräch, in dem er sich nicht zu erkennen gibt, Wülfing und dann fast alle übrigen aus dessen Schar im Einzelkampf; als nur noch 8 übrig sind, fliehen sie zurück zu Ermanarich. Ermanarich bietet, als kein anderer es wagt, gegen Alphart zu ziehen, Witege auf. Dieser reitet los, ihm folgt heimlich sein Konkurrent Heime. Witege findet den Kampfplatz mit den erschlagenen Recken, der dort verbliebene Alphart gibt sich wieder nicht zu erkennen und fordert ihn zum Kampf. Alphart stößt im Speerkampf Witege vom Pferd und betäubt ihn durch Schwerthiebe auf den Helm. Alphart tötet den wehrlosen Witege nicht, sondern wartet, dass er aufwacht. Heime kommt heran, um Witege zu helfen. Sein Schlichtungsversuch schlägt fehl. Witege erwacht aus der Ohnmacht und fordert Heime auf, gemeinsam mit ihm gegen Alphart zu kämpfen. Dieser lehnt das erst ab, doch angestachelt von Witege, beginnt er den Kampf mit Alphart, Witege dringt gleichzeitig auf Alphart ein, der schließlich von Heime eine tiefe Kopfwunde erhält und niedersinkt, worauf Witege ihm das Schwert in den Leib stößt.
Der Artikel zu Alphart gibt den Inhalt und Zeitpunkt (Rabenschlacht) etwas anders wieder (siehe Diskussion).

## Motive
- Der Kampf zwischen Verwandten: wie im Hildebrandslied kämpft ein älterer (hier Onkel statt Vater) gegen seinen jüngeren Verwandten. Im Unterschied zum Hildebrandslied gewinnt aber der Junge.
- Ritterlichkeit: die Reiter des Spähtrupps, die zuerst auf Alphart treffen, kämpfen nur einzeln gegen Alphart. Dass Wittich und Heime später gemeinsam gegen Alphart kämpfen, wird als unehrlich und schimpflich dargestellt.